# Acanthophlebia cruentata
Acanthophlebia cruentata is een haft uit de familie Leptophlebiidae. De wetenschappelijke naam van de soort is voor het eerst geldig gepubliceerd in 1904 door Hudson.
De soort komt voor in het Australaziatisch gebied.